# The A.V. Club
The A.V. Club  è un giornale on-line e sito di intrattenimento contenente recensioni, interviste e altri articoli su cinema, musica, televisione, letteratura, videogiochi e altri articoli sulla cultura popolare.

## Storia
Venne fondato nel 1993 come supplemento ad una pubblicazione satirica, The Onion.
Nel 1996 The A.V. Club aveva un ruolo marginale nel sito web di The Onion, ma nel 2005 riuscì ad avere più indipendenza e a crearsi una propria identità. Il nome deriva dagli "audiovisual (AV) clubs" tipici dei licei statunitensi.